# 장진영 (아나운서)
장진영은 (1976년 2월 27일 ~ ) 대한민국의 TBC 아나운서이다. TBC 아침뉴스 (평일), TBC 8 뉴스 (주말), 열린TBC, 문화로채움, 네트워크 현장! 고향이 보인다, 그대 창가에서도 진행자이다.

## TV
- TBC 아침뉴스
- TBC 볼링
- 열린TBC
- 네트워크 현장! 고향이 보인다
- TBC 8 뉴스

## FM
- 그대 창가에서
- 뮤직갤러리
- 장진영의 해피드림
- TBC 프로야구(연출)